# MineCon
Dit overzicht is mogelijk incompleet; u kunt helpen door het uit te breiden.
Minecon (ook geschreven als MineCon en MINECON) is een jaarlijks terugkerend evenment. Het is een conventie voor fans van het spel Minecraft en georganiseerd wordt door Mojang Studios. De recentste editie was op 22 maart 2025, Sinds de editie van 2017 wordt de conventie alleen nog online gehouden. Sinds 2020 heet het "Minecraft Live" 

## MinecraftCon (2010)
De eerste editie werd op 31 augustus 2010 in Bellevue gehouden onder de naam MinecraftCon.

## MineCon 2011
MineCon 2011 was een evenement dat plaatsvond op 18 en 19 november 2011 in Las Vegas. Tijdens het evenement werd tevens de volledige versie van het spel uitgebracht met speeches door onder andere Markus Persson. Op het evenement werden ook bouwcompetities gehouden. Het evenement werd afgesloten met een optreden van Deadmau5. Er werd ook een Game Panel gehouden door de Yogscast. Een cast die Minecraft-video's maken op YouTube. Naast hen waren ook andere bekende YouTubers van de partij, zoals; Mahty, CaptainSparklez, IGN en The Gamestation.

## MineCon 2012
MineCon 2012 vond plaats op 24 en 25 november 2012 in Disneyland Parijs.